# Surabaja
Surabaja (nekdaj tudi Soerabaja, Soerabaia ali Surabaja) je prestolnica Vzhodne Jave in drugo največje indonezijsko mesto s 3,1 milijona prebivalci oz. kar 5,6 milijona na širšem urbanem območju. Leži na severni obali otoka Jave ob ustju reke Mas blizu Madurskega preliva. Naziv Mesto junakov spominja na borce za indonezijsko neodvisnost, ki so z bitko za Surabajo dali zagon indonezijski narodni revoluciji in nanjo opozorili mednarodno javnost. V mestu je bil rojen prvi indonezijski predsednik Sukarno. 
Nesto je bilo poseljeno v 10. stoletju, v času Kraljestva Džangala, enega od dveh javanskih kraljestev, ki je bilo ustanovljeno leta 1045, ko je Airlanga odstopil prestol svojima dvema sinovoma. V poznem 15. in 16. stoletju je Surabaja postala vojvodina, pomembna politična in vojaška sila ter pristanišče na vzhodni Javi, verjetno pod cesarstvom Madžapahit. Od 18. stoletja do sredine 20. stoletja je bila Surabaja največje mesto Nizozemske vzhodne Indije ter središče trgovanja na indonezijskem otočju, ki je takrat tekmovalo s Šanghajem in Hongkongom.
Surabaja je eno najpomembnejših trgovskih pristanišč v Aziji. Glavni izvoz predstavljajo sladkor, tobak in kava. Na podlagi bogate zgodovina mesta kot trgovskega pristanišča je bila zgrajena močna finančna infrastruktura s sodobnimi gospodarskimi ustanovami, kot so banke, zavarovalnice in izvozno-uvozna podjetja. Na gospodarstvo sta vplivali rast mednarodnih industrijskih panog in izgradnja mostu Suramadu med Surabajo in mestom Bangkalan na otoku Madura. V mestu so tudi velika ladjedelnica in številne specializirane pomorske šole.

## Izvor imena
Surabaja, iz javanskega »sura ing baya«, pomeni »pogumno se soočiti z nevarnostjo«; izvorno iz združitve palijskih besed »sura«, kar se nanaša na »Asura« (budistična prepričanja), in »bhaya«, kar se nanaša na »strah« ali »nevarnost«. To ime aludira na prerokbo jasnovidnega kralja Džajabaje iz 12. stoletja, čigar ime pomeni »premagati strah ali nevarnost«. Džajabaja je napovedal boj med orjaškim belim morskim volkom in orjaškim krokodilom, ki naj bi potekal na tem območju.
Dogodek se včasih uporablja kot napoved mongolske invazije na Javo, pomembnega konflikta med silami Kublajkana, mongolskega vladarja Kitajske, in cesarstvom Madžapahit vladarja Radena Vidžaje, 31. maja 1293, kar zdaj velja za datum ustanovitve mesta.
Obe živali se zdaj uporabljata kot simbol mesta in sta v medsebojnem spopadanju in ovijanju prikazani v kipu blizu vhoda v mestni živalski vrt.
Nekateri menijo, da se Džajabajeva prerokba nanaša na veliko vojno med domačini Surabaje in tujimi silami v vojni za neodvisnost leta 1945. Druga zgodba govori o dveh junakih z imenom Sura in Baja, ki sta se bojevala, da bi postala kralj mesta. To je ljudska razlaga, ki je pri ljudeh in upravi mesta priljubljena, vendar ni podprta z zgodovinskimi viri.